# Turnaround (administração)
Turnaround (em português, algo como "dar a volta" ou "virada") é um termo em inglês, utilizado internacionalmente em administração de empresas e que indica um conceito de gestão estratégica que se tornou popular durante as décadas de 1970-1980. O autor argentino Rodolfo E. Biasca  cita o uso do termo no trabalho de 1976 de D.Schendel, J.R.Patton e J.Riggs, Corporate Turnaround Strategies: a study of Profit Decline and Recovery (Jounal of General Management, vol. 3, nº 3).
Charles W. Hofer (Business Policy and Stratey Management, 3ª edição, W.Glueck, McGraw Hill, 1980), afirma que as empresas "dão a volta" em situação de estagnação ou declínio com o objetivo de recuperação e êxito. As medidas são estratégicas propriamente ditas (que podem se dividir em sub-estratégias de investimento, política ou competitividade) e operacionais (corte de custos e ativos, medidas para aumento de vendas).O princípio da recuperação envolve análises da gestão, custos e análise da posição de competitividade (análise SWOT) para que se possa determinar por que a empresa está a falhar. Quando as análises são concluídas, planos estratégico de longo prazo e de reestruturação são criados. Estes podem envolver mudanças estratégicas como: estratégia de integração vertical ou horizontal; alianças estratégicas; estratégias de foco; estratégias de segmentação; estratégias de diversificação, entre outras.
Cabe ao gestor do plano de turnaround torná-lo viável para a organização no momento (ou antes) de uma crise.  Uma vez aprovados os planos estratégicos, os profissionais de resposta começam a implementação, acompanhando constantemente o seu progresso e fazendo as alterações  necessárias para assegurar que a empresa volte à solvência. Todas as organizações passam por períodos de oscilação em seu desempenho, porém  nem todas sobrevivem a esses altos e baixos. Uma liderança consciente e sensível, capaz de adaptar-se a mudanças, pode conduzir um processo de turnaround com sucesso. Segundo McKiernan (2003), este é um processo complexo e arriscado, que exige soluções e percursos idiossincráticos porque se levam em conta as condições culturais, financeiras e tecnológicas da organização e do seu contexto ambiental.

## Gerentes deturnaround
Gerentes de turnaround são também chamados profissionais ou "praticantes de virada" e muitas vezes são gestores intermediários que ficam o tempo que for preciso para alcançar a virada de desempenho - atribuições que podem levar de três a 24 meses, a depender do tamanho da organização e da complexidade do trabalho.
A gestão da recuperação não se aplica apenas a empresas em dificuldades financeiras; ela, de fato, pode ajudar em qualquer situação em que as direções, as estratégias ou as mudanças em geral das formas  ou processos organizacionais não são eficientes. Portanto a gestão de virada está intimamente relacionada com a mudança de gestão, gestão da transformação e gestão pós-fusão-integração.
Situação de alto crescimento, por exemplo, é um cenário típico em que o turnaround também se aplica. Cada vez mais os gestores de turnaround estão se tornando um  "guichê único" e fornecem ajuda com financiamento corporativo (trabalhando em estreita colaboração com os bancos e com organizações de fomento) e com empresas de serviços profissionais (como advogados e profissionais de insolvência) para ter acesso a uma gama completa de serviços   normalmente  necessários nos processos de turnaround. A maioria dos gestores de turnaround são freelancers e trabalham por hora ou por dia, mas existem alguns profissionais de perfil muito elevado que trabalham para grandes empresas, sob contrato.

## Estágios do processo de reposicionamento de uma organização

### Análises e avaliação
Os gerentes entram em ação fazendo profundas e minuciosas análises, colhendo e levantando dados para avaliar a situação em que se encontra a empresa. Os processos de levantamento e análises são organizados em etapas, a critério dos gestores. Em geral, essas etapas são:
- coleta de dados (levando-se em conta o macro e microambiente, acionistas e demais  stakeholders)
- análise de processos internos e externos
- relacionamentos interpessoais
- planos de marketing
- missão, visão e  valores da organização

Com essas informações em mãos, faz-se a análise, a avaliação e tiram-se as conclusões sobre a situação atual e sobre qual deve ser a decisão.

### Necessidades urgentes
De acordo com a literatura, a partir do momento em que o declínio organizacional é constado, as empresas devem implementar medidas estratégicas para tentar promover a recuperação da empresa (Bibeault, 1982; Love & Nohria, 2005; Slatter & Lovett, 1999). Segundo Barker e Duhaime (1997),  o turnaround  é bem-sucedido quando a empresa consegue reverter um declínio organizacional  de anos e acabar com ameaças à sua sobrevivência, alcançando  uma rentabilidade sustentável. As primeiras medidas dos gestores são os cortes de gastos ou a redução das operações a uma situação controlável. Em certos casos, a  redução de custos e o aumento da eficiência operacional são suficientes. No entanto, quando o risco é elevado e iminente, ações mais drásticas são necessárias, tais como a redução de ativos e a consolidação das operações mediante desinvestimento em atividades menos rentáveis, para ganhar recursos financeiros e aumento de eficiência (Robbins & Pearce, 1993).
Os fatores como inovações dos concorrentes ou uma desaceleração na demanda  levam a uma perda de participação de mercado e receita. Empresas estáveis também podem encontrar-se nessa situação, por  má administração ou por  produzirem de bens que já não  interessam aos consumidores. Nas organizações públicas,  choques externos, de natureza política ou econômica,  podem causar uma desestabilização no seu desempenho. Dessa forma, um primeiro passo numa estratégia de turnaround pode embasar-se em estratégias de retrenchment (redução no ritmo das operações), o que implica a empresa concentrar-se nas áreas em que ainda mantém alguma competitividade (Robbins e Pearce, 1992).
Quando um processo de strategy decay reduziu os recursos da empresa, é fundamental, como primeiro passo para a sua reconstrução, salvaguardar o que restou, por meio de uma realocação dos recursos. Isso permite ganhar maior flexibilidade estratégica para tentar ultrapassar os problemas gerados por uma estratégia obsoleta e permite a implementação de novas estratégias. Ou seja, esse retrenchment é essencial para estabilizar a situação,  viabilizar a empresa e permitir a recuperação de suas finanças (Smith e Graves, 2005). Alguns sintomas de declínio coletados na literatura estão na tabela 1.

Tabela 1 – Sintomas de declínio
| Administrativo |
| --- |
| • Paralisia administrativa • Alto turnover de bons empregados • Reuniões de emergência das diretorias • Perda de credibilidade da assessoria sênior • Alto absenteísmo • Perdas embaraçosas de CEOs • Carência de liderança                                       |
| Financeiro |
| • Problemas de contabilidade • Planos financeiros de reestruturação • Decréscimo: lucros, vendas, liquidez e dividendos • Deterioração da geração de valor para o acionista • Aumento das dívidas • Criação de fundos para repor perdas • Refinanciamento público |
| Comportamental |
| • Cultura de fatalismo e cinismo • Aumento da burocracia • Empregados não assumem a culpa por suas falhas • Carência de senso de urgência • Falta de estratégias • Declínio nos níveis de serviços • Problemas são ignorados                                      |
| Material |
| • Plantas e equipamentos velhos • Dificuldade de acesso às matérias primas • Repetidos fracassos no lançamento de produtos • Carência de investimentos em novas tecnologias • Produtos obsoletos                                                                  |

Fonte: Adaptado de Slatter e Lovett (1999); Grinyer, Mayes e McKiernan (1988); Neumair (1998); McKiernan (2003).

### Reestruturação
É um período em que a organização emprega ações apropriadas e específicas com o objetivo de reconquistar uma posição melhor no mercado, o ponto no processo. Em estudos empíricos um desempenho de turnaround é medido através de indicadores de sucesso financeiro. Estas medidas não podem ignorar a outros indicadores de desempenho, tais como o impacto sobre o meio ambiente, bem-estar dos colaboradores, e responsabilidade social corporativa. Os líderes da organização precisam decidir, se uma mudança de estratégia deve acontecer ou a estratégia atual deve ser mantida, o que poderia levar, por outro lado para a situação de insolvência. A busca de uma estratégia de reestruturação deve ser participativa e descentralizada ou secreta e centralizada ou intuitiva e incremental ou analítica e racional. O objetivo é levar a organização a uma transformação substancial em seus negócios, mudanças estratégicas ou possíveis integrações verticais, aquisições.
Os resultados das estratégias de reestruturação podem resultar em três formas diferentes. Primeiro de tudo um declínio terminal pode ocorrer. Isto é possível para situações em que uma má estratégia foi escolhida, ou uma boa estratégia pode ter sido mal implementada (pode não haver aceitação interna). Outro resultado concebível é um fracasso contínuo o plano de reestruturação falha, mas os membros dominantes olham para dentro da empresa e para o ambiente e ainda acreditam que um reposicionamento é possível. Se for esse o caso, eles precisam reiniciar em o processo e procurar por uma nova estratégia. Se os resultados das novas estratégias forem bons,  o turnaround é chamado de sucesso. Isto é conseguido, quando seu índice de referência  atinge o nível de sucesso comercial, como ocorria  antes do início do declínio. Isto é comumente medido em um período de dois a quatro anos.

### Estabilização
Neste estágio é necessária a consolidação de estratégias de sustentação, uma demanda estável e fiel são elementos fundamentais de um modelo de resposta válida.
No entanto, é importante ressaltar, que nenhum estudo empírico define uma determinada estratégia de turnaround. É uma solução individual de cada organização em situação de declínio ou insucesso, e diversas estratégias podem ser utilizadas. O intuito principal é  alcançar a estabilização, e, para isso, podem ser utilizadas diversas técnicas.

### Revitalização
É a fase em que a empresa volta a seu estado anterior (ou até melhor) e segue uma linha positiva de desenvolvimento, atingindo um patamar satisfatório. Quando os planos de estruturação e reestruturação são bem desenvolvidos e bem implementados, há  aceitação e comprometimento internos.
Há casos em que revitalizações são inerentes a uma persistência da parte gerencial. Há empresários satisfeitos com a rentabilidade na área na qual atuam - área da qual outros desistiram, por falta de inovações ou de aceitação interna, entre outras causas.

## Estratégias
Existem diferentes estratégias que podem ser aplicadas para alcançar um reposicionamento organizacional. As quatro principais   são conhecidas como
- redução de despesas
- reposicionamento
- substituição
- renovação.

### Redução de despesas
A estratégia de redução de despesas para a gestão de turnaround descreve amplas ações de curto prazo para reduzir as perdas financeiras,  estabilizar a empresa e  trabalhar contra os problemas  que causaram o mau desempenho, com a abordagem  da resource-based view (visão baseada em recursos) ou RBV. O conteúdo essencial da estratégia de demissão é, portanto,  reduzir custos e tamanho do negócio, encolhendo-o através de estratégias definidas. Isso pode ser feito com a venda de ativos, abandonando mercados difíceis, parando linhas de produção não rentáveis, downsizing (redução de custos, diminuindo a produção e o número de colaboradores, por exemplo) e terceirização. Estes procedimentos são utilizados para gerar recursos, com a intenção de utilizá-los para atividades mais lucrativas  e de evitar perdas financeiras. Redução tem, portanto, tudo a ver com uma orientação para o núcleo do negócio. Apesar de muitas empresas encontrarem dificuldades em realizar cortes, algumas conseguem vencer a resistência. Como resultado, podem obter uma melhor posição no mercado, apesar das reduções, e aumentar sua produtividade e eficiência. A maioria dos profissionais concorda que a recuperação, sem uma contenção planejada, raramente é bem-sucedida.

### Reposicionamento
A estratégia de reposicionamento, também conhecida como "estratégia empresarial", é formada de tentativas de gerar receita com inovações e transformações do portfólio de produtos para conquista de posições no mercado. Isso inclui o desenvolvimento de novos produtos, entrada em novos mercados, a exploração de fontes alternativas de receitas e mudanças ande imagem, missão, visão e valores da empresa.

### Substituição
A substituição é uma estratégia de troca dos integrantes da alta direção são substituídos. Essa estratégia de turnaround é baseada na crença de que os novos gestores trarão recuperação e uma mudança estratégica, como resultados de suas experiências diferentes e a partir de seus trabalhos anteriores. É também indispensável estar ciente de que novos dirigentes também podem causar problemas, que podem obstruir a virada. Por exemplo, se eles mudarem rotinas organizadas eficazes ou introduzirem novas despesas administrativas gerais e passarem orientações sem eficiência. Substituição é especialmente indicada para situações em que executivos não são capazes de pensar imparcialmente acerca de determinados problemas. Em vez disso, confiam na sua experiência para administrar a empresa ou menosprezam a situação, agravando o problema.
Portanto, se os líderes estabelecidos falham, é fundamental reconhecer que uma mudança na estratégia de negócios é necessária para manter a empresa viável. Há também situações em que os dirigentes da organização percebem que a estratégia atual não é bem-sucedida. Uma empresa que resiste à substituição de um líder  pode terminar em uma situação de declínio contínuo. Como resultado os trabalhadores mais qualificados se demitem, por descrença na forma pela qual os recursos são empregados na organização.

### Renovação
Com uma renovação a empresa adere a ações de longo prazo que devem terminar em um desempenho gerencial de sucesso. O primeiro passo é analisar as estruturas existentes dentro da organização. Esse exame pode acabar com o encerramento de algumas divisões,  desenvolvimento de novos mercados e projetos ou uma expansão para outras áreas de negócio.  A renovação poderá também levar a consequências indesejáveis dentro da empresa, como a remoção de rotinas ou recursos eficientes. Por outro lado, são competências essenciais inovadoras implementadas  que celebram o aumento do reconhecimento e a estabilização do valor da empresa.

A Tabela 2 sintetiza as ações associadas às estratégias de turnaround de acordo com os principais autores desse tema.

Tabela 2 - Ações estratégicas associadas ao turnaround
| Autores                                    | Ações |
| ------------------------------------------ | --- |
| Schendel et al (1976)                      | • Redução de custos; • Aumento dos investimentos e vendas. |
| Hofer (1980)                               | • Aumento de receitas; • Redução de ativos e custos; • Combinação destas ações.                                                                                         |
| Bibeault (1982)                            | • Aumento da eficiência; • Redefinição dos ativos da empresa; • Desaceleração dos investimentos; • Mudança de liderança; • Diversificação do portfólio de investimentos |
| Hambrick e Schecter(1983)                  | • Redução das despesas com P&D e marketing; • Aumento da produtividade; • Expansão da planta e novas tecnologias.                                                       |
| Robbins e Pearce II (1992)                 | • Liquidação; • Desinvestimento; • Melhoria da eficiência; • Eliminação de produtos; • Reconcentração/segmentação; • Novos produtos e novos mercados; • Aquisição.      |
| Barker III e Duhaime (1997)                | • Foco na mudança nas áreas funcionais |
| Slatter e Lovett (1999)                    | • Aumento dos controles financeiros; • Reposicionamento dos produtos; • Aquisições; • Substituição da liderança; • Melhoria da gestão.                                  |
| Barker III, Patterson Jr, e Mueller (2001) | • Troca CEO |
| Trahms, Ndofor, e Sirmon (2013)            | • Lançamentos de novos produtos; • Alianças e aquisições; • Demissões; • Venda de ativos; • Retirada do produto do mercado                                              |
| McKinley, Latham, e Braun (2013)           | • Inovações |
| Love e Nohria, 2005                        | • Gerenciar folgas |

## Obstáculos e desafios
Existem três obstáculos ou desafios que a gestão enfrenta em qualquer programa de reposicionamento: 

1. Projeto: Que tipo de reestruturação é adequado para lidar com o desafio específico, problema ou oportunidade que a empresa enfrenta?

2. Execução: Como deve ser gerenciado o processo e as muitas barreiras para a reestruturação e o redirecionamento da organização  para que o maior valor seja criado?

3. Marketing: Como deve ser explicada a reestruturação para os investidores, de modo que o valor criado dentro da empresa seja totalmente creditado ao preço de suas ações?

## Fatores-chave para umturnaroundbem-sucedido
Bibeault (1982) aponta quatro fatores-chave para um turnaround bem-sucedido:
- um core business (núcleo do negócio) estável, financeiramente sólido e competitivo tem de ser identificado e atingido (reduzindo-se, se necessário, o escopo dos outros negócios ou mesmo desinvestindo agressivamente);
- trabalhadores motivados;
- acesso aos recursos financeiros necessários para inovar e reforçar a posição no  negócio principal;
- uma nova equipe de gestão competente e apoiada.

Esses são fatores interdependentes.

## Organizações profissionais
Há uma série de organizações que fornecem aconselhamento, consultoria, literatura e contatos para auxiliar profissionais e acadêmicos. Algumas são:

•Turnaround Management Society (International / Focus on Europe)
•Turnaround Management Association do Brasil - TMA Brasil
•Instituto de Turnaround (Inglaterra)
•Institut für die Standardisierung von Unternehmenssanierung (Alemanha)
•Turnaround Management Association (International)
Turnaround também é utilizado em computação, como o tempo utilizado em CPU por software.